# Pan de la amistad

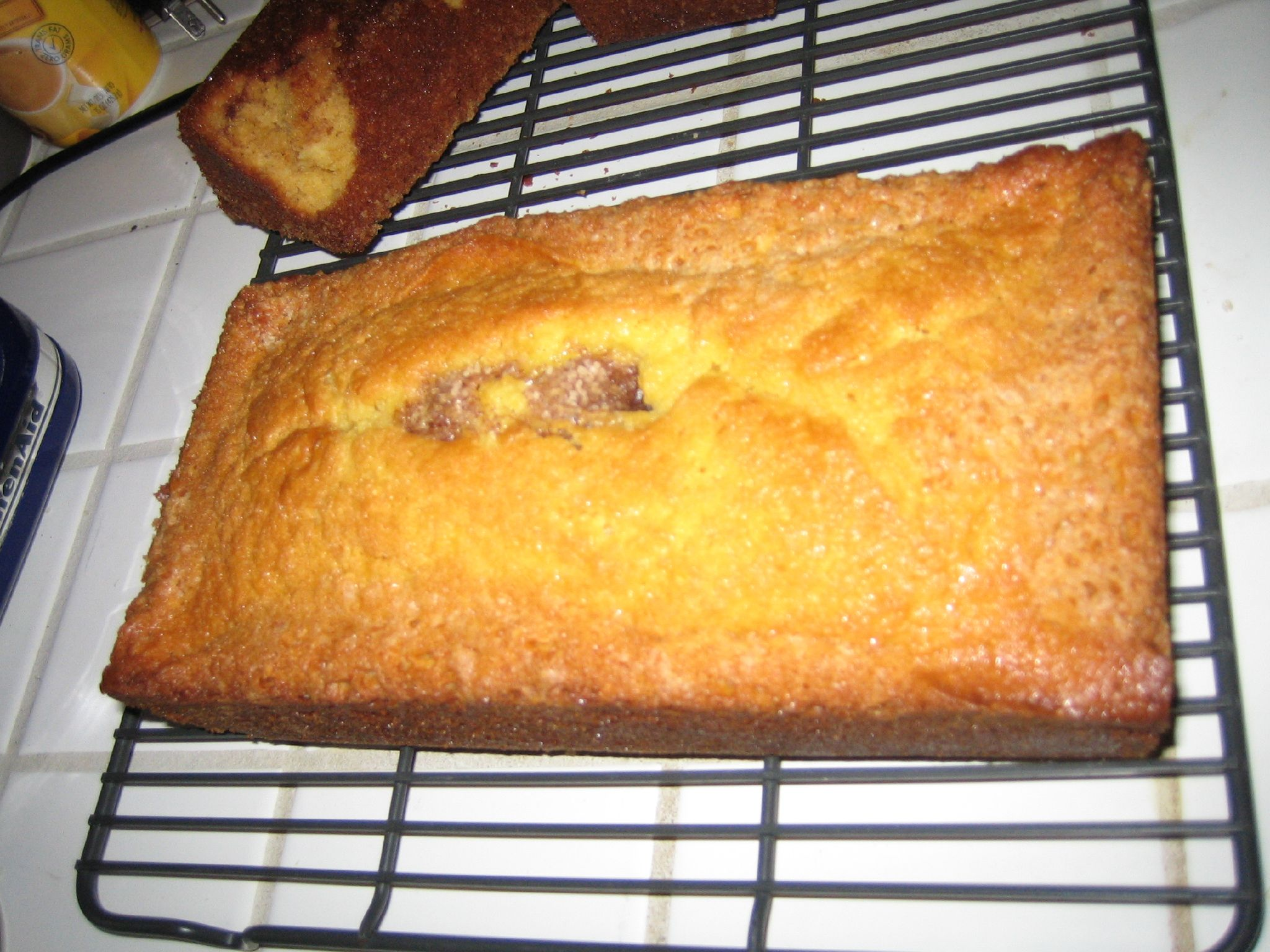
Una pieza de pan de canela amish recién sacada del horno.

El pan de la amistad, también conocido como pan amish de la amistad, es un tipo de pan o bizcocho hecho con masa madre que a menudo se comparte de forma parecida a una cadena de mensajes. La masa madre permite obviar el uso de levadura y puede emplearse para elaborar cualquier tipo de pan que normalmente la lleva, compartirse con los amigos, o incluso congelarse para uso futuro. El pan de la amistad es un pan rápido simple hecho con esta masa estirada que incluye una cantidad importante de azúcar y aceite vegetal, con un toque de canela.

## Historia
No existen razones para pesar que este pan tenga conexión alguna con los amish, a pesar de su nombre. Según Elizabeth Coblentz, miembro del Old Order Amish y autora de la columna The Amish Cook, el auténtico pan amish de la amistad es «simplemente pan de masa madre que se reparte a los enfermos y los necesitados».